# Чепур-Удайський Володимир Миколайович
Володи́мир Микола́йович Че́пур-Уда́йський (*9 березня 1928) — український журналіст та краєзнавець, дослідник маловідомих сторінок історії української революції 1917—1921 років. У 2000 році видав працю «Заграва над Літками» про літківські події 1920 року, чим практично ввів їх до наукового обігу.